# فرودگاه صحرایی براکت
فرودگاه صحرایی براکت (به انگلیسی: Brackett Field) یک فرودگاه همگانی با کد یاتا POC است که یک باند فرود آسفالت دارد و طول باند آن ۱۱۱۶ متر است. این فرودگاه در شهر لا ورن، کالیفرنیا کشور ایالات متحده آمریکا قرار دارد و در ارتفاع ۳۰۸٫۲ متری از سطح دریا واقع شده‌است.